# Pleuridium japonicum
Pleuridium japonicum là một loài rêu trong họ Ditrichaceae. Loài này được Deguchi, Matsui & Z. Iwats. mô tả khoa học đầu tiên năm 1994.